# سالفاتوري فيراغامو
سالفاتوري فيراغامو (بالإيطالية: Salvatore Ferragamo) (5 يونيو 1898 - 7 أغسطس 1960) مصمم أحذية إيطالي و مؤسس شركة سالفاتوري فيراغامو آس.بي.أي.
هاجر سالفاتوري فيراغامو إلى ولاية بوسطن الأميركيّة ليعمل في شركة لتصنيع الأحذية كان شقيقه يعمل أيضاً فيها، ليقنع شقيقه بالتوجّه إلى كاليفورنيا وتحديداً إلى هوليوود حيث عرف شهرة ونجاحاً واسعاً بين أوساط المشاهير حيث كان الأبرز في تصليح الأحذية.
بعد قضاء ثلاثين عاماً في الولايات المتحدة الأميركيّة، عاد فيراغامو إلى إيطاليا سنة 1927 حيث بدأ بتصميم وتنفيذ الأحذية التي كانت تباع لأغنياء ومشاهير إيطاليا، الأمر الذي أجبره على توسيع عمله سنة 1950 حيث أصبح يعمل لديه حوالي 700 حرفيّ.
اشتهرت أحذية فيراغامو بكعبها العالي المميّز، وإلى جانب تصميمه وتصنيعه الأحذية، طوّر فيراغاموا ماركته لتشمل اليوم العطور، النظارات الشمسيّة، الحقائب والثياب.

## نشأته
كان في الأصل من بلدة صغيرة في إيربينيا ، بونيتو، بعد أن عمل لمدة عام في توري ديل غريكو من قبل صانع أحذية ، عاد إلى بونيتو ، حيث افتتح متجرًا صغيرًا حيث أنتج أحذية مصنوعة للسيدات المحليات. في عام 1914 غادر إلى الولايات المتحدة لينضم إلى أحد الإخوة في بوسطن الذين عملوا في مصنع للأحذية. بعد إقامة قصيرة ، انتقل إلى كاليفورنيا ، في البداية في سانتا باربرا ، حيث افتتح ورشة إصلاح وصنع الأحذية حسب المقاس. عمل في شركة الأفلام الأمريكية ودرس علم التشريح في جامعة جنوب كاليفورنيا.

## روابط خارجية
- سالفاتوري فيراغامو على موقع IMDb (الإنجليزية)

- Official Site of Salvatore Ferragamo
- Official Site of the Salvatore Ferragamo Museum نسخة محفوظة 4 يناير 2013 at Archive.is